# Manifestations lors du procès de Derek Chauvin à Minneapolis
En 2020 et 2021, plusieurs manifestations ont eu lieu dans la ville américaine de Minneapolis qui ont coïncidé avec les procédures judiciaires et le procès pénal de Derek Chauvin. En tant qu'officier du département de police de Minneapolis, Chauvin a été accusé du meurtre de George Floyd, un homme afro-américain non armé qui est mort lors d'un incident d'arrestation le 25 mai 2020. La vidéo d'un spectateur a filmé Chauvin agenouillé sur le cou de Floyd pendant plus de neuf minutes alors que Floyd luttait pour respirer, perdait conscience et mourait. Les manifestants se sont opposés à la libération sous caution de Chauvin avant le procès en octobre 2020. Avant et pendant le procès pénal début 2021, les manifestants ont demandé la condamnation et la peine maximale pour Chauvin, ainsi que la mise en place de mesures de réforme de la police,.
Les autorités locales ont entouré d'une barrière de sécurité temporaire le bâtiment du palais de justice du centre-ville de Minneapolis où se déroulaient les procédures judiciaires de Chauvin, en prévision de troubles civils. Les manifestations ont pris de l'ampleur pendant le procès pénal de Chauvin, qui a commencé le 8 mars 2021 et s'est terminé le 19 avril 2021. Le tribunal a annoncé un verdict de culpabilité le 20 avril 2021, et plusieurs marches et rassemblements ont eu lieu par la suite. Les responsables du gouvernement du Minnesota ont dépensé 25 millions de dollars pour mobiliser 3 500 soldats de la Garde nationale et rassembler des centaines d'agents de la force publique dans le cadre d'une contre-manifestation qu'ils ont appelée Operation Safety Net,,. Les manifestations organisées à Minneapolis pendant le procès et l'annonce du verdict ont été largement pacifiques.
Des manifestations et des rassemblements ont également eu lieu dans plusieurs grandes villes américaines, et dans le monde entier, qui ont coïncidé avec l'annonce du verdict.

## Contexte

### Mort de George Floyd
Le 25 mai 2020, George Floyd, un homme afro-américain non armé, est mort alors qu'il était sous la garde des officiers du département de la police de Minneapolis, Derek Chauvin, Thomas Lane, J. Alexander Kueng, et Tou Thao. Chauvin s'est agenouillé sur le cou de Floyd pendant plus de neuf minutes tandis que les trois autres officiers ont aidé à l'arrestation et ont retenu les témoins inquiets. Le médecin légiste du comté d'Hennepin a déclaré que la mort de Floyd était un homicide et Derek Chauvin a été accusé de meurtre, tandis que les trois autres officiers qui ont aidé à son arrestation ont été accusés de charges criminelles moins importantes,.

### Manifestations à Minneapolis-Saint Paul
Le meurtre de George Floyd, filmé par la vidéo d'un passant qui a largement circulé dans les médias, a inspiré un mouvement de protestation mondial contre la brutalité policière et le racisme. Fin mai et début juin 2020, des manifestations et des émeutes ont eu lieu dans l'agglomération de Minneapolis-Saint Paul en réaction au meurtre de Floyd. Les manifestants ont exigé que justice soit faite, en tenant Chauvin et trois autres officiers de police de Minneapolis qui étaient sur la scène du meurtre de Floyd responsables de leurs actions. Le 26 mai 2020, les manifestants se sont rassemblés devant la maison de Chauvin à Oakdale, Minnesota. Au cours des jours suivants, les manifestants ont exigé que Chauvin soit accusé de meurtre. Chauvin a été renvoyé de la police de Minneapolis et les premières accusations criminelles ont été déposées contre lui le 29 mai 2020.

### Procès de Derek Chauvin
Chauvin a été inculpé en mai 2020, puis condamné en avril 2021, pour meurtre non intentionnel au second degré, meurtre au troisième degré et homicide involontaire au second degré en relation avec la mort de Floyd. Les accusations criminelles ont été déposées dans le comté de Hennepin, dans l'État américain du Minnesota. Les procédures judiciaires se sont déroulées au Hennepin County Government Center, un bâtiment administratif local situé dans le centre-ville de Minneapolis et comprenant des salles d'audience.

## Événements

### À Minneapolis

#### Procédures judiciaires

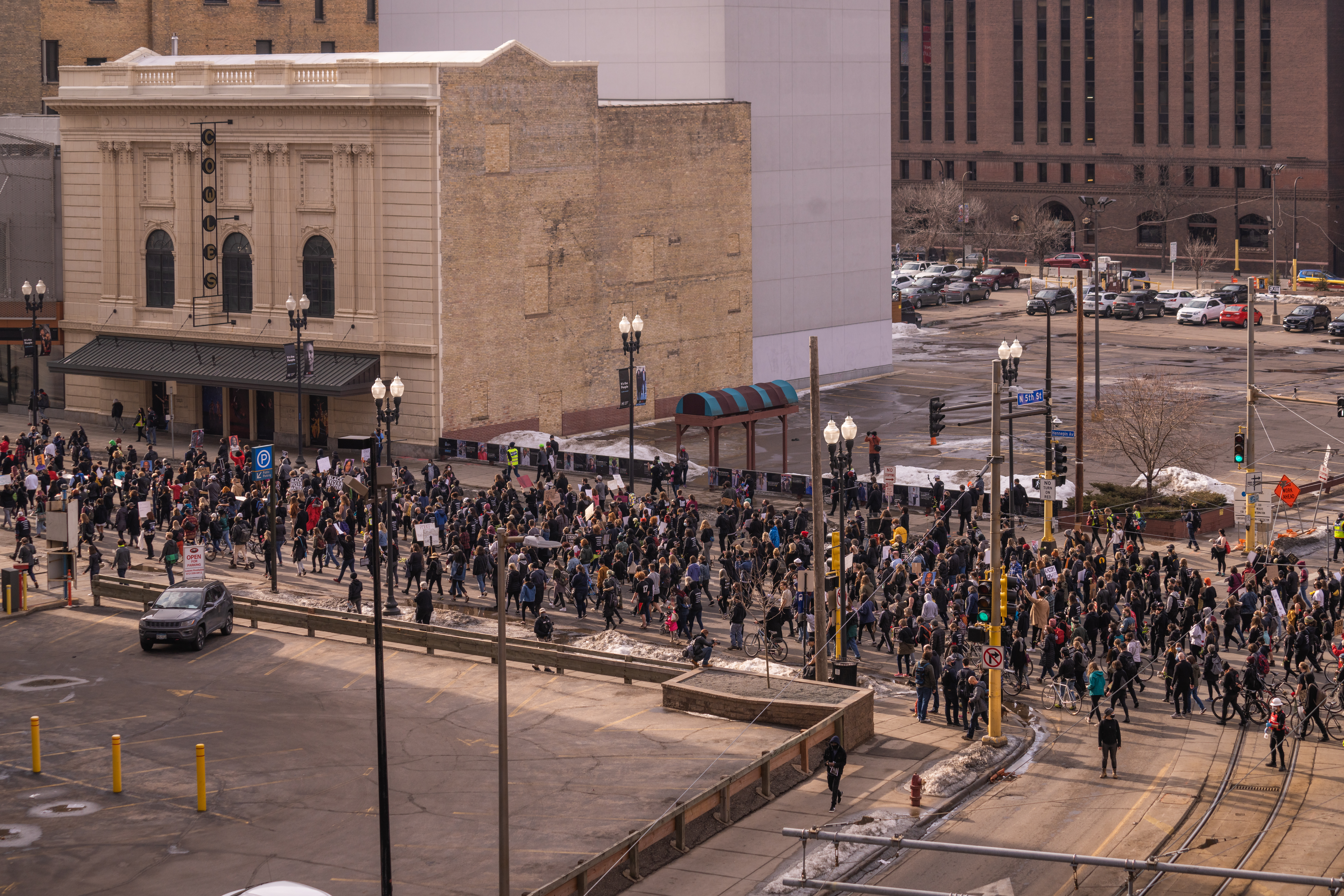
Manifestation à Minneapolis, le 7 mars 2021.

Des centaines de personnes se sont rassemblées devant le bâtiment du Hennepin County Government Center le 11 septembre 2020, lors d'une audience préliminaire pour les anciens officiers de police de Minneapolis, Chauvin, Lane, et Keung, et Thao, qui ont été inculpés au pénal pour la mort de Floyd. Les confrontations entre certains membres de la foule et l'avocat des officiers ont été décrites comme « furieuses ». Le 5 novembre 2020, les avocats de la défense des officiers ont cité l'échange du 11 septembre et d'autres problèmes de sécurité dans leurs arguments au tribunal pour obtenir un changement de lieu vers une autre juridiction pour le procès, mais Peter Cahill, le juge qui présidait, a rejeté leur motion.
Le 7 octobre 2020, des manifestants sont descendus dans la rue et ont organisé des rassemblements à plusieurs endroits de Minneapolis pour exprimer leur colère contre la libération sous caution de Chauvin. Chauvin a été initialement arrêté le 29 mai 2020 et détenu à la prison d'Oak Park Heights, mais il a ensuite déposé une caution d'un million de dollars pour sa libération en attendant le procès. Le gouverneur du Minnesota, Tim Walz, a envoyé 100 gardes nationaux, ainsi que 100 agents de la Minnesota State Patrol et 75 agents de conservation du Minnesota Department of Natural Resources, pour maintenir la paix à Minneapolis. Les forces de l'ordre ont procédé à 51 arrestations tard dans la nuit du 7 octobre, dont 49 pour des délits tels qu'un rassemblement illégal, une arrestation pour agression et une arrestation pour avoir un mandat d'arrêt non exécuté.
Des manifestations ont eu lieu le 15 octobre 2020 dans le bâtiment du Hennepin County Government Center lors d'une comparution au tribunal pour les quatre officiers faisant face à des accusations criminelles liées à la mort de Floyd. Thomas Wilder Moseley, un jeune homme de 29 ans originaire de Blaine, dans le Minnesota, est entré dans le bâtiment pendant la manifestation et a été arrêté pour port d'un pistolet semi-automatique. Il a par la suite été inculpé et a plaidé coupable de possession illégale d'armes à feu,.
Peter Cahill, le juge supervisant le procès de Chauvin, a rejeté l'accusation la plus grave de meurtre au troisième degré (elle a été rétablie plus tard) le 22 octobre 2020, alors qu'un groupe de protestation d'environ 100 personnes manifestait. Walz a mobilisé de manière proactive 100 soldats de la Garde nationale et un nombre non spécifique d'agents de la patrouille d'État pour soutenir les forces de l'ordre locales.
Au début de 2021, les responsables de Minneapolis et du comté d'Hennepin ont dépensé un million de dollars pour l'installation de clôtures et de barricades dans les bâtiments gouvernementaux et les postes de police en prévision de troubles civils pendant le procès. En février 2021, Walz a déployé la Garde nationale pour la sécurité du procès et en cas de troubles civils, en réponse aux demandes du maire de Minneapolis, Jacob Frey, et du maire de Saint Paul, Melvin Carter.
Le 7 mars 2021, plusieurs centaines de manifestants ont défilé dans le centre-ville de Minneapolis et se sont rassemblés devant le bâtiment du Hennepin County Government Center pour faire le deuil de George Floyd et demander une réforme du maintien de l'ordre. La manifestation, baptisée « Marche silencieuse pour la justice 'Je ne peux pas respirer' » par ses organisateurs, a eu lieu un jour avant la sélection du jury dans le procès de Derek Chauvin, prévue le 8 mars. Les manifestants ont porté une réplique de cercueil de couleur blanche ornée de fleurs rouges. Un autre groupe de leaders religieux a organisé un rassemblement Pray for MN dans le bâtiment du centre gouvernemental plus tard dans l'après-midi.

#### Procès avec jury

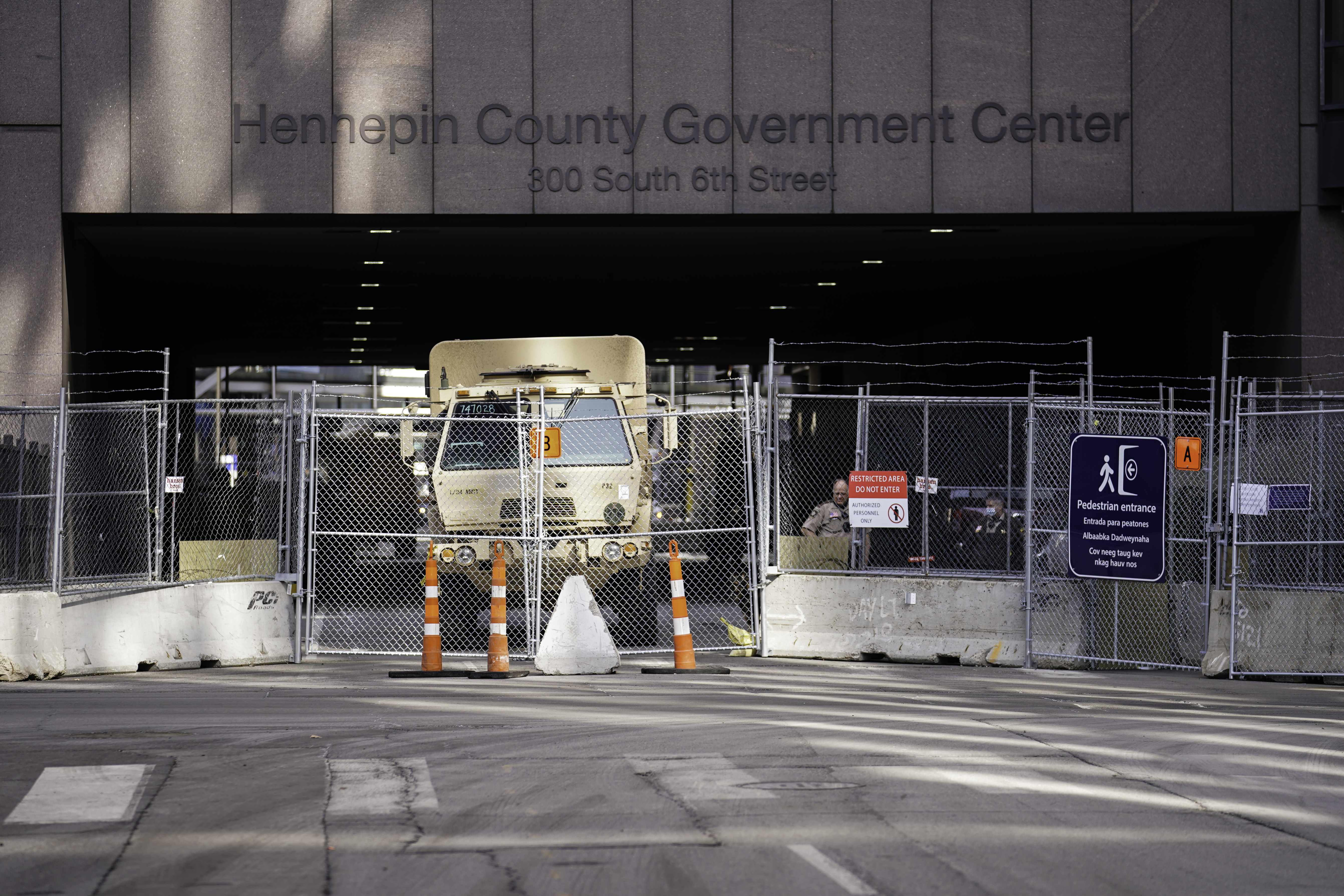
Clôture de sécurité et véhicule de la Garde nationale du Minnesota, le 8 mars 2021.

Environ un millier de manifestants se sont rassemblés pacifiquement à l'extérieur d'un palais de justice du centre-ville alors que le procès de Chauvin commençait le 8 mars 2021, afin de réclamer justice pour Floyd et de soulever des questions plus larges d'injustice raciale. Les autorités avaient entouré l'établissement d'une barrière temporaire en béton, de clôtures métalliques et de fils barbelés en prévision d'éventuels troubles. Les manifestations et rassemblements prévus sur la place George Floyd ont été interrompus pendant plusieurs jours après une fusillade mortelle survenue à cet endroit le 6 mars 2021.

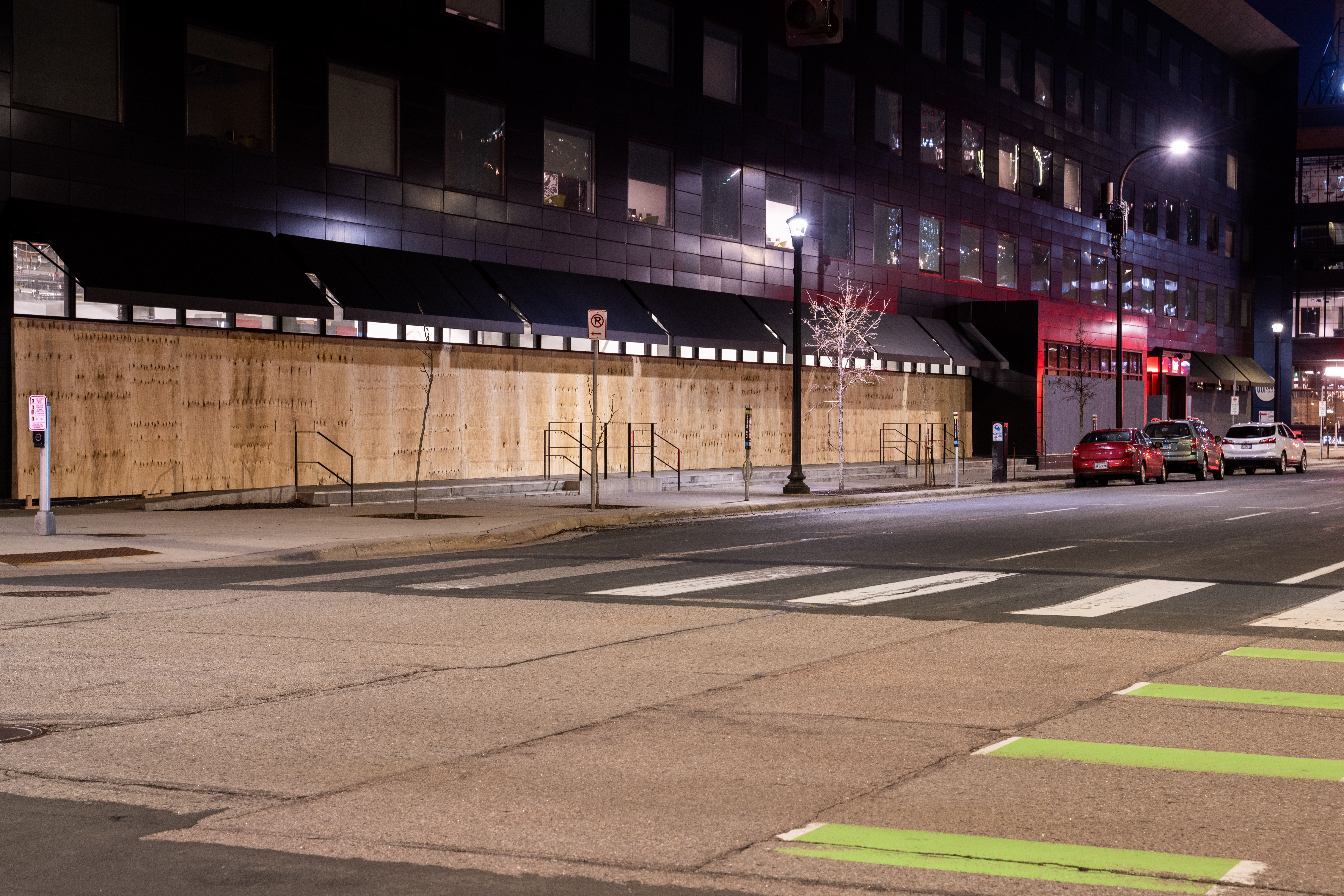
Façades de magasins fermés dans le centre-ville de Minneapolis, le 26 mars 2021.

Le 28 mars 2021, la veille des déclarations d'ouverture du procès de Derek Chauvin, plusieurs rassemblements et protestations ont eu lieu à Minneapolis. La famille de George Floyd et Al Sharpton ont organisé une veillée à la Greater Friendship Missionary Baptist Church de Minneapolis. Par ailleurs, des manifestants ont défilé dans le centre-ville de Minneapolis pour demander justice pour Floyd et se sont rassemblés au centre gouvernemental du comté d'Hennepin et à l'hôtel de ville de Minneapolis, et certains manifestants ont garé des voitures sur les voies du métro léger, ce qui a fermé le trafic ferroviaire pendant plusieurs heures. Au croisement de la 38e et de l'avenue Chicago, où Floyd a été assassiné, un groupe de personnes se présentant comme des « anarchistes » et des « antifascistes » a organisé sur la place un atelier de formation sur la manière d'éviter les arrestations et de garder son calme en cas de détention par la police. Les manifestants ont affirmé que l'intersection des rues n'était pas un bien public et ont exigé que les journalistes quittent les lieux avant le début de l'atelier de formation.
La place George Floyd a servi de lieu de rassemblement pendant le procès de Derek Chauvin pour les personnes protestant contre l'injustice raciale et demandant justice pour Floyd. La place accueillait quotidiennement des visiteurs de tous les États-Unis qui faisaient des pèlerinages à l'intersection. Des groupes de manifestants se sont également rassemblés devant le centre gouvernemental du comté d'Hennepin à Minneapolis pendant le procès de Derek Chauvin et ont défilé dans les rues en demandant justice pour le meurtre de Floyd. Les rues de Minneapolis, cependant, étaient largement vides des marches de masse qui étaient une caractéristique des protestations de mai et juin 2020.
Le 6 avril, plusieurs leaders des droits civiques, dont Al Sharpton et l'ancien gouverneur de New York David Paterson, ont mené un rassemblement devant le bâtiment du Hennepin County Government Center et ont dirigé des prières pour la condamnation de Derek Chauvin. Le procès pour meurtre de Chauvin s'est terminé le 19 avril 2021 et le jury a commencé à délibérer.

#### Brooklyn Center et troubles à Minneapolis

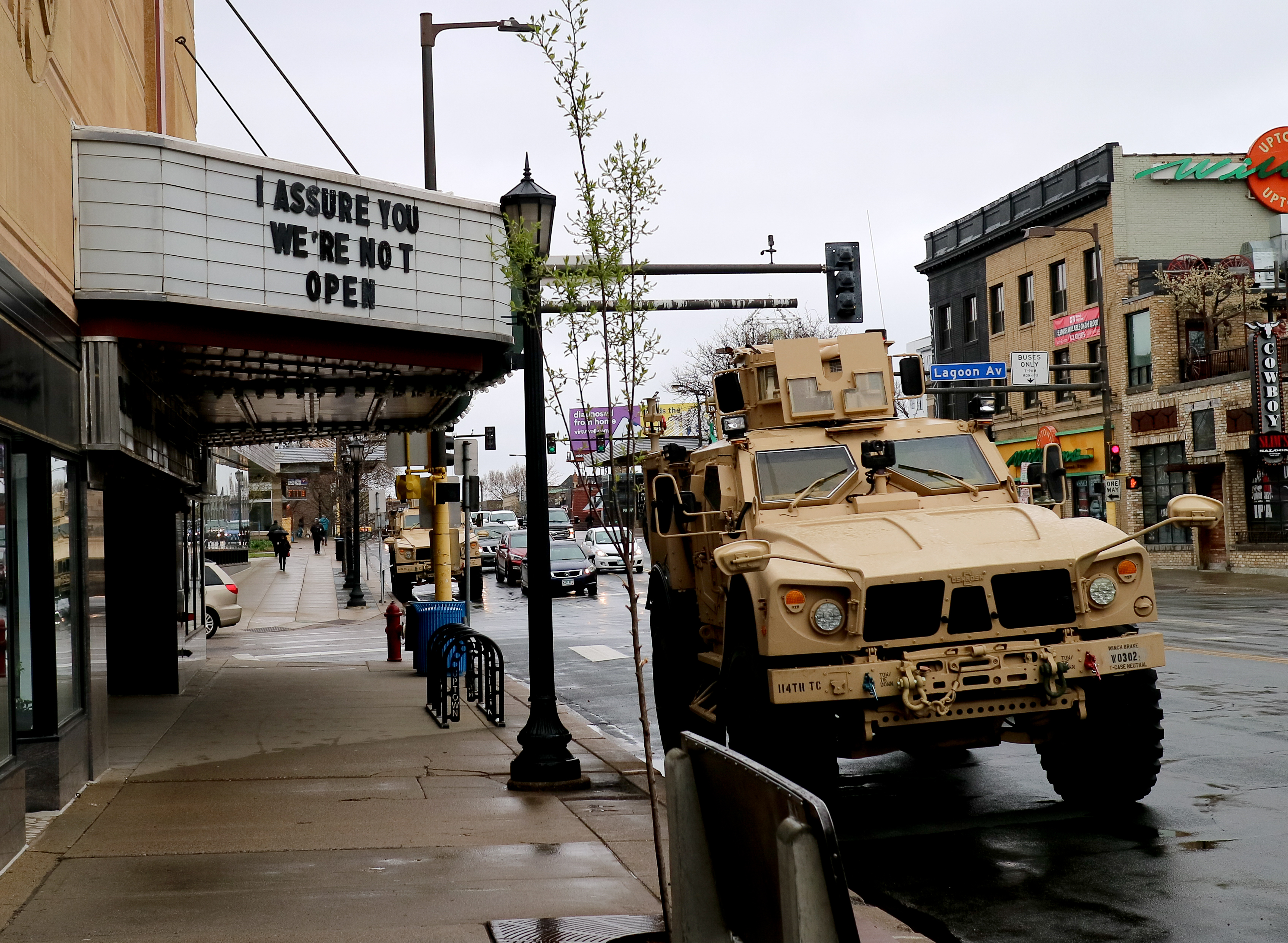
Des Oshkosh M-ATV de la Garde nationale du Minnesota devant le théâtre Uptown, le 12 avril 2021.

Le meurtre de Daunte Wright, un métis, par une policière a eu lieu à Brooklyn Center, dans la banlieue de Minneapolis, le 11 avril 2021. Les protestations et les troubles liés à la mort de Wright se sont croisés avec le verdict imminent du procès pénal de Chauvin. Quelques jours après la mort de Wright, Maxine Waters, représentante américaine en visite, a dit aux manifestants du Minnesota qu'ils devraient « rester dans la rue » et « devenir plus conflictuels » si le procès de Chauvin aboutissait à un acquittement. Le 13 avril, des membres des familles de George Floyd et Daunte Wright ont tenu une conférence de presse devant le centre gouvernemental du comté de Hennepin à Minneapolis.
Tôt le matin du 18 avril, plusieurs coups de feu ont été tirés sur des troupes de la Garde nationale à Minneapolis, près de Broadway Avenue. Les troupes avaient été déployées dans le cadre de l'opération Safety Net, une mobilisation gouvernementale planifiée pour se préparer et répondre aux troubles potentiels liés au procès Chauvin,. Une balle a frappé le pare-brise d'un véhicule militaire dans lequel se trouvaient quatre soldats. Personne n'a été touché par une balle, mais un soldat a été transporté dans un hôpital pour des blessures dues à des éclats de verre, et un autre a été traité sur place pour des blessures mineures,,,.
Le 19 avril 2020, vingt groupes d'activistes ont coordonné une grande manifestation et une marche dans les rues de Minneapolis, près du bâtiment du Hennepin County Government Center. Les manifestants ont formulé plusieurs demandes : de longues peines pour les officiers qu'ils jugent responsables de la mort de George Floyd, la promulgation d'une loi sur la réforme de la police au Minnesota, l'abandon des poursuites contre les manifestants du Brooklyn Center et d'autres événements de protestation, et la fin de la mobilisation Operation Safety Net et d'autres mesures gouvernementales de contre-manifestation. Les manifestants et les forces de l'ordre ne se sont pas affrontés et la manifestation du 19 avril a été qualifiée de pacifique,.

#### Délibérations du jury

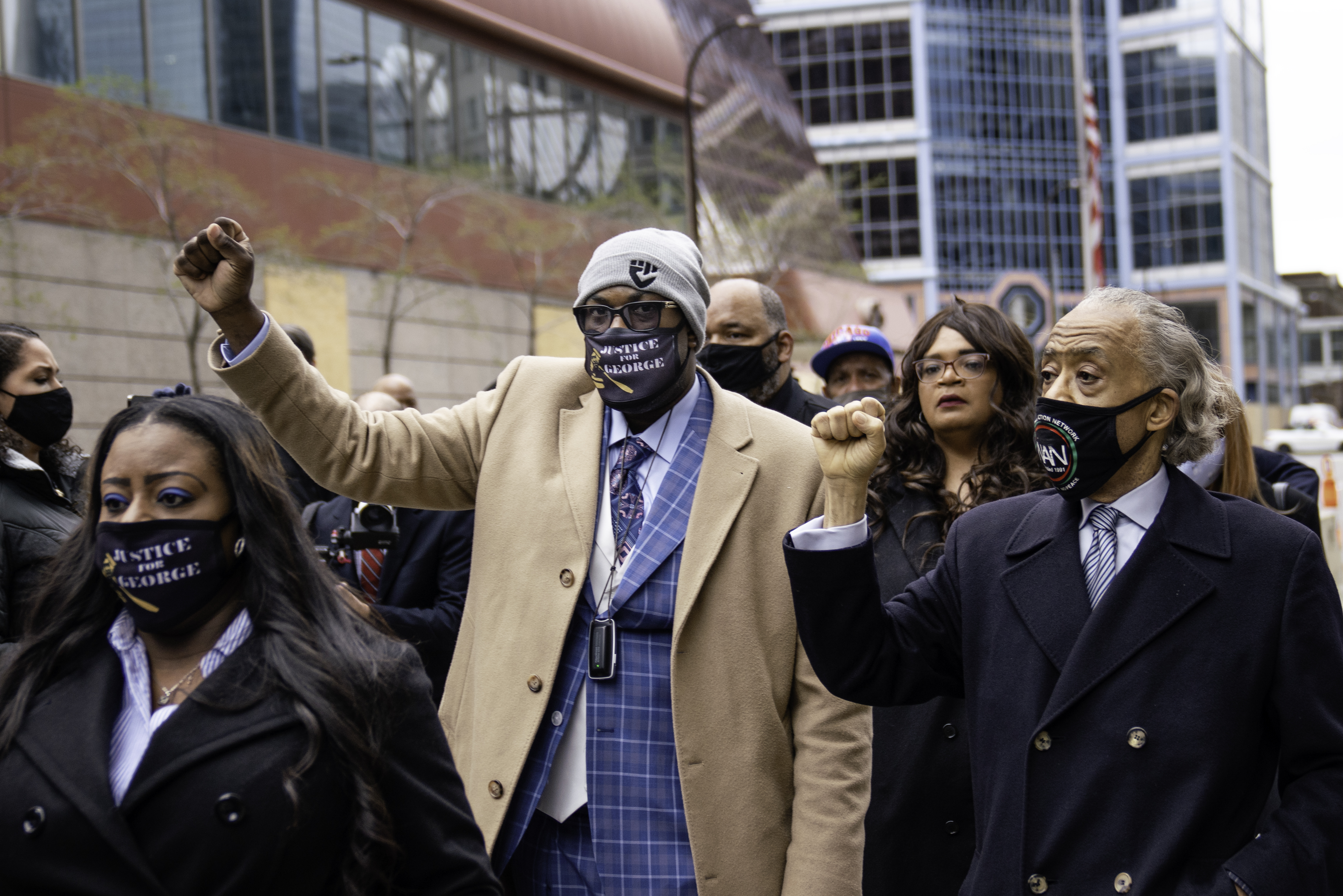
Philonise Floyd et le révérend Al Sharpton lors d'un rassemblement à Minneapolis, le 19 avril 2021.

Le procès de Derek Chauvin s'est terminé à Minneapolis juste après 17 heures le 19 avril 2021, et le jury a commencé à délibérer le soir même. Le procès avait été l'une des affaires de brutalité policière les plus suivies de l'histoire des États-Unis. M. Walz a déclaré une urgence en temps de paix et a déployé 3 000 soldats de la Garde nationale et des centaines d'agents de la patrouille de l'État pour aider les forces de l'ordre locales. Il a également demandé le déploiement d'agents des forces de l'ordre des États voisins. Certaines écoles de la région métropolitaine de Minneapolis ont annoncé des plans pour passer de manière proactive à l'enseignement à distance et les entreprises avaient mis la clé sous la porte par crainte de troubles potentiels,,.
Les responsables de l'opération Safety Net ont signalé trois cambriolages d'entreprises à Minneapolis et le vol d'une arme à feu dans un véhicule du ministère des Ressources naturelles du Minnesota déployé en cas de troubles potentiels. Les autorités n'ont procédé à aucune arrestation liée aux événements du 19 avril.
Dans le nord-est de Minneapolis, alors que la ville était sur les nerfs en attendant l'annonce du verdict, un incendie qui a commencé vers 19 heures le 19 avril a détruit le Sacré-Cœur de Jésus, une église catholique nationale polonaise vieille de 100 ans,,. L'église était située à plusieurs kilomètres de l'endroit où des manifestations pacifiques avaient eu lieu le soir du 19 avril. La cause de l'incendie a été faussement imputée aux activistes de Black Lives Matter et d'« antifas » dans un post sur les réseaux sociaux Instagram qui a été signalé comme une désinformation par la société mère Facebook. Après une enquête de plusieurs mois, le Bureau of Alcohol, Tobacco, Firearms and Explosives a déclaré en septembre 2021 que l'incendie était le résultat d'un incendie criminel et ils ont demandé l'aide du public pour identifier une personne d'intérêt,. Une enquête sur les personnes responsables et leur motif a été ouverte fin 2021.

#### Annonce du verdict

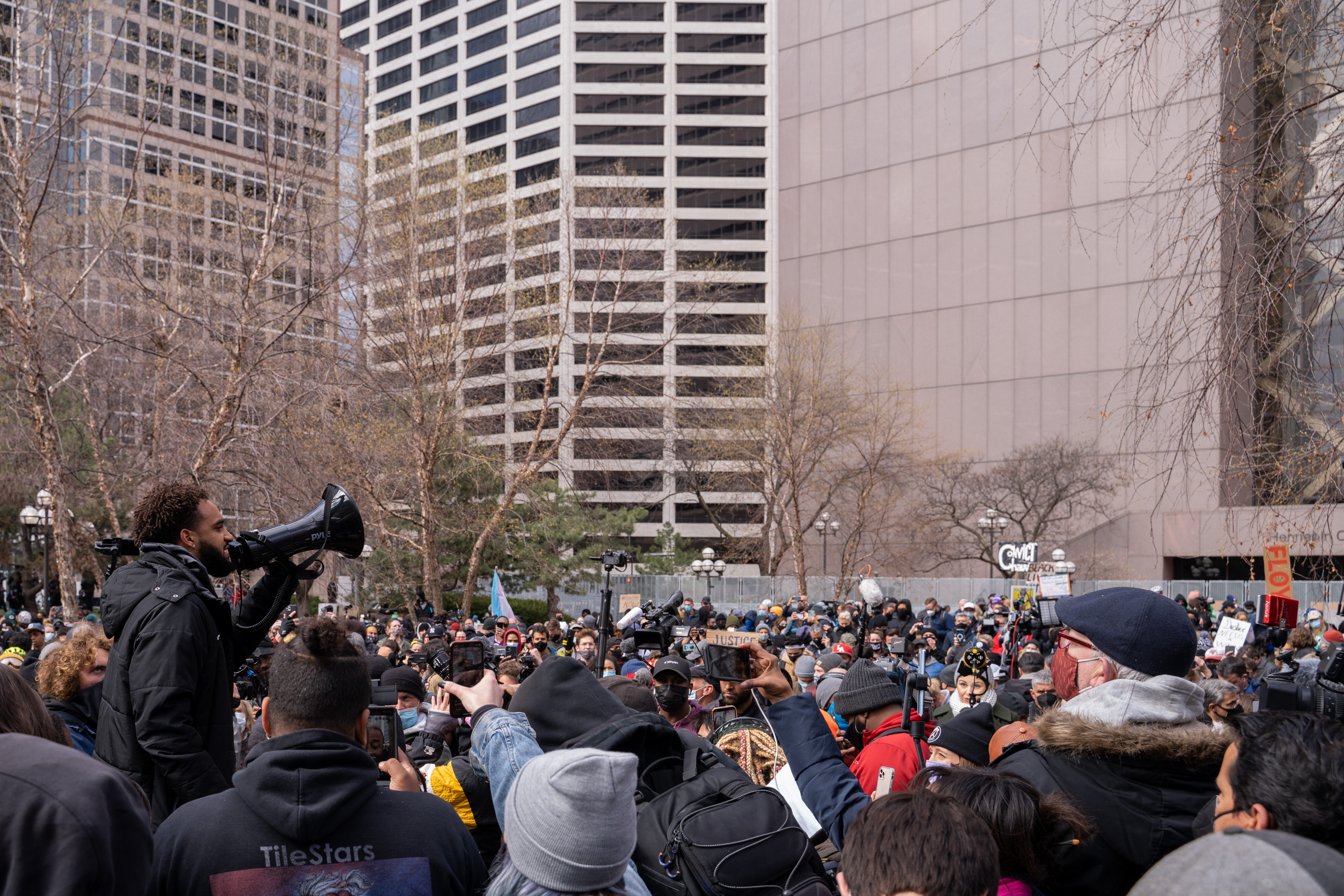
La foule se rassemble pour l'annonce du verdict dans le procès de Derek Chauvin, le 20 avril 2021.

Derek Chauvin a été reconnu coupable du meurtre de George Floyd le 20 avril 2021. Les gens se sont rassemblés à l'extérieur du centre gouvernemental du comté de Hennepin où le procès s'est tenu et à l'intersection de la 38e rue et de l'avenue Chicago à Minneapolis, où Floyd a été assassiné, pour attendre le verdict vers 16 heures. La foule a scandé son approbation à la lecture du verdict qui déclarait Chauvin coupable de tous les chefs d'accusation. Alors que la nouvelle du verdict de Chauvin se répandait, des milliers de personnes ont défilé dans le centre-ville de Minneapolis et d'autres se sont rassemblées à l'intersection de la 38e et de l'avenue Chicago pour se réjouir du résultat. Les militants ont scandé : « Un de moins ! Trois à venir ! », en référence aux procès imminents des officiers des trois autres officiers qui ont participé à l'arrestation et au meurtre ultérieur de Floyd. Les manifestants ont également demandé des réformes du maintien de l'ordre et la justice pour d'autres hommes noirs tués par la police,,. Les manifestations qui ont suivi l'annonce du verdict se sont déroulées sans incident et les officiels les ont décrites comme pacifiques.

#### Condamnation
Les gens se sont rassemblés à plusieurs endroits à Minneapolis pour l'annonce de la condamnation de Chauvin le 25 juin 2021, lorsqu'il a reçu une peine de 22,5 ans de prison. Le anglais : Star Tribune a rapporté que la foule était moins nombreuse et plus contenue que les célébrations jubilatoires d'avril 2021, lorsque Chauvin a été reconnu coupable des accusations criminelles. En apprenant la sentence de Chauvin, la famille de Floyd et les militants des droits civiques ont exprimé leur déception et ont dit qu'elle aurait dû être de 30 ans maximum, et ils ont plaidé pour l'adoption de la législation fédérale George Floyd Justice in Policing Act,.
Plusieurs manifestations ont eu lieu à Minneapolis dans la soirée du 25 juin 2021. Les manifestants ont temporairement bloqué la circulation des véhicules dans les rues du centre-ville de Minneapolis. Les militants des droits civiques et les manifestants ont fait état de l'affaire de droits civiques à venir contre les quatre policiers présents sur la scène de la mort de Floyd, et de l'affaire pénale contre les anciens officiers Kueng, Lane et Thao prévue pour mars 2022, et de leur intention de continuer à manifester,,.

### Ailleurs dans le monde

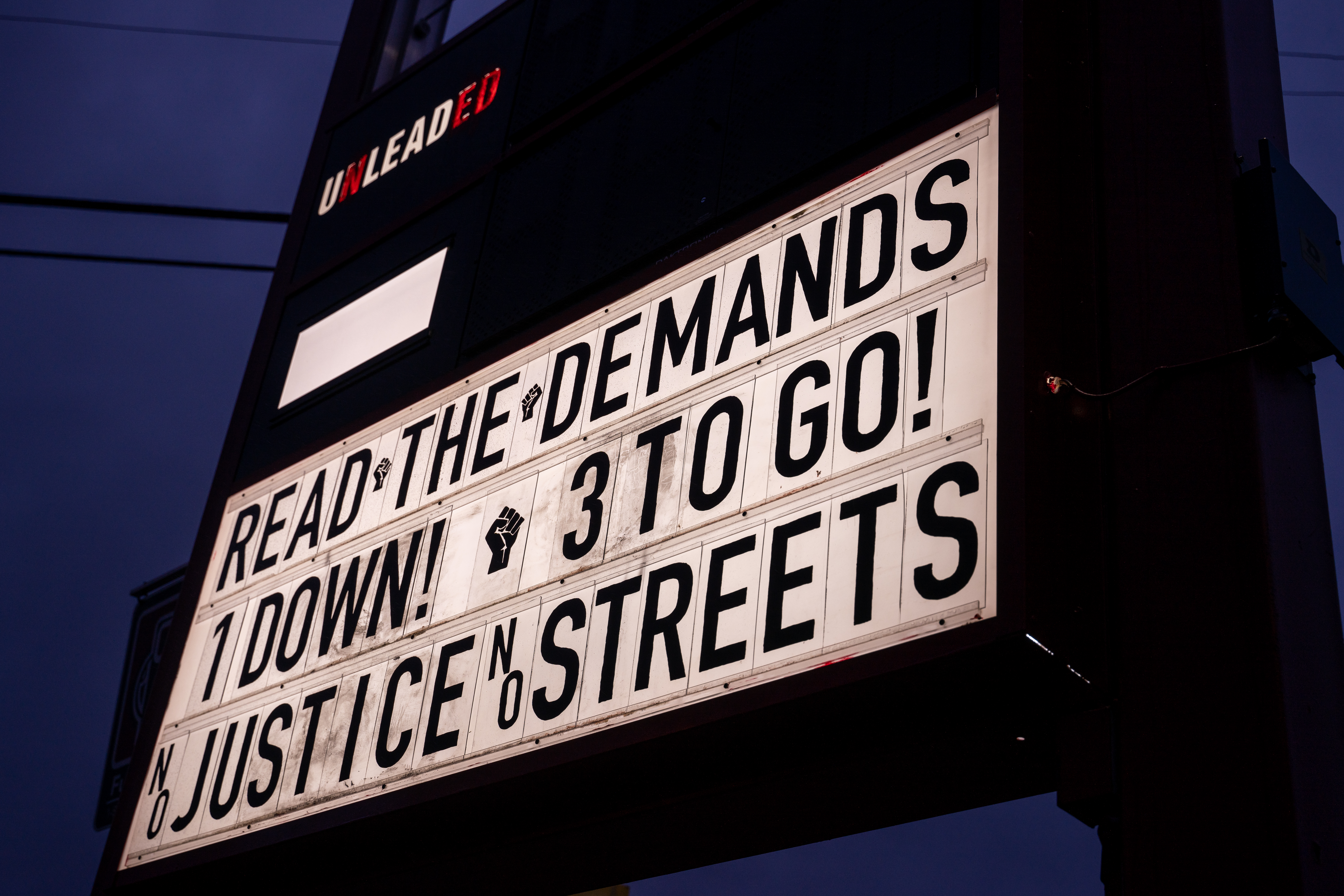
Une pancarte lors de la manifestation de la place George Floyd occupée, le 18 mai 2021.

Des manifestations ont eu lieu à plusieurs endroits aux États-Unis à l'occasion du procès de Chauvin. Les responsables locaux de plusieurs grandes villes se sont préparés à d'éventuels troubles, mais les événements se sont déroulés de manière pacifique, car de nombreux participants ont célébré l'annonce d'un verdict de culpabilité. L'annonce du verdict a été célébrée par des personnes se rassemblant lors d'événements dans des pays européens, en Afrique du Sud et dans d'autres pays,,.

## Mesures de contre-manifestation

### Opération Safety Net

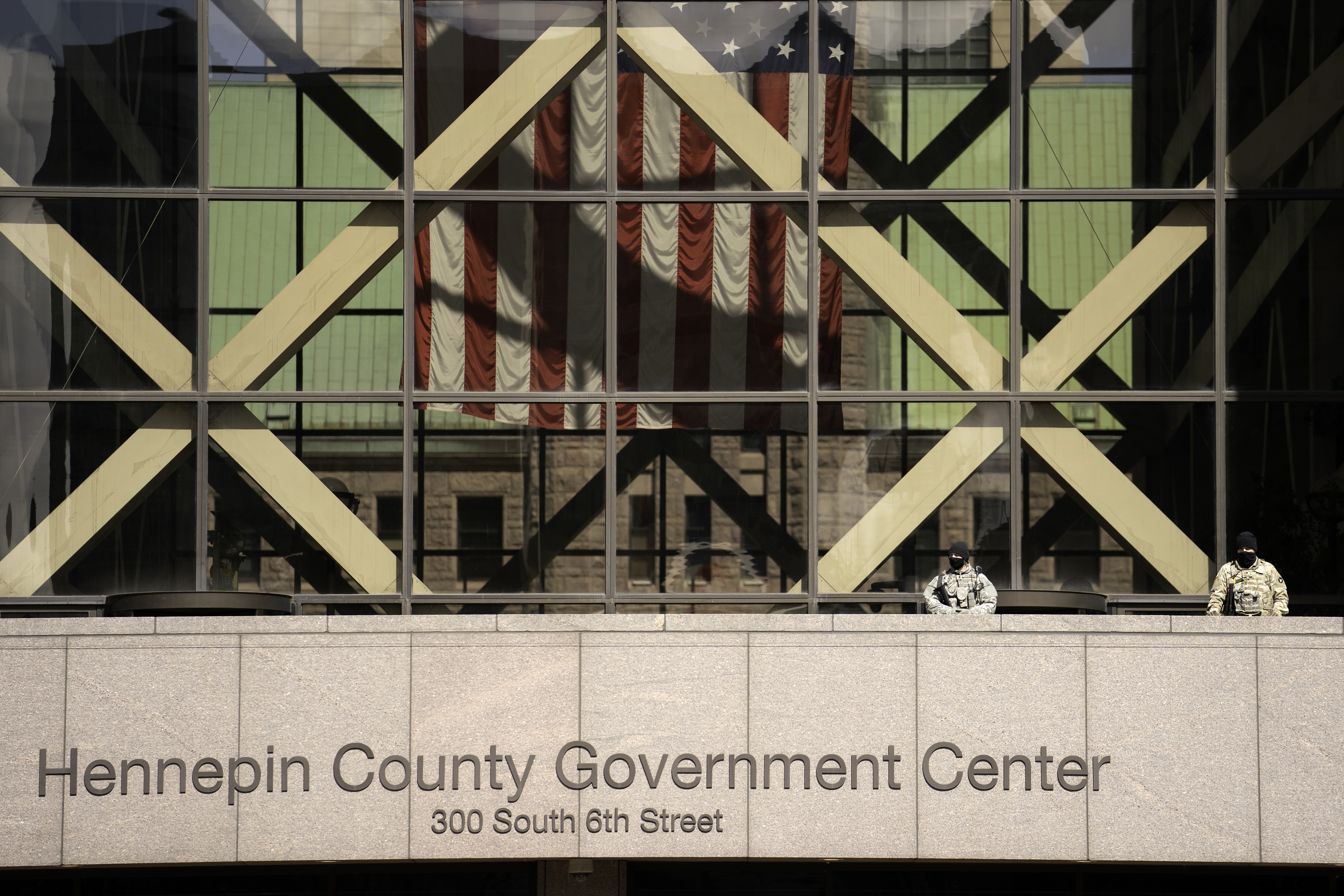
Des membres de la Garde nationale du Minnesota au centre gouvernemental du comté de Hennepin le 31 mars 2021.

À la fin de l'année 2020, les représentants de l'État et des collectivités locales de l'État américain du Minnesota ont commencé à se préparer à l'éventualité d'une poursuite des troubles en 2021, les procès des quatre policiers de Minneapolis jugés responsables de la mort de Floyd devant commencer cette année-là. La mobilisation préventive du gouvernement contrastait avec les mois de mai et juin 2020, lorsqu'une opération massive des forces de l'ordre avait été mise en place pour répondre aux incendies et aux troubles à Minneapolis et à Saint Paul.
Les responsables de l'État du Minnesota ont mené une mission de 12 semaines appelée Opération Safety Net pour rassembler les forces de l'ordre et la Garde nationale de l'État avant, pendant et après la conclusion du procès de Derek Chauvin. Les responsables ont entouré le Hennepin County Government Center, un bâtiment public qui comprenait les salles d'audience où le procès de Chauvin devait avoir lieu, d'une barrière temporaire en béton, de clôtures métalliques et de fils barbelés en prévision de troubles civils. Les représentants du gouvernement ont déclaré qu'ils ne s'étaient pas préparés à l'avance à l'éventualité que l'Operation Safety Net puisse croiser des troubles à la suite d'une autre fusillade policière, comme ce fut le cas pour le meurtre de Daunte Wright le 11 avril 2021, qui a entraîné des affrontements entre les patrouilles mobilisées par l'Operation Safety Net et les manifestants à Brooklyn Center et Minneapolis.
À la fin de son déroulement, l'opération Safety Net a coûté 25 millions de dollars, dont la majeure partie a été consacrée à la mobilisation de 3 500 soldats de la garde, mais a également inclus les coûts de mobilisation d'autres organismes d'application de la loi. Environ 120 agents d'application de la loi des États américains du Nebraska et de l'Ohio ont également été mobilisés dans la région métropolitaine des villes jumelles. Les responsables, bien qu'ils aient rencontré des troubles à Brooklyn Center après la fusillade de Wright, ont rencontré peu de problèmes pendant et après l'annonce du verdict de Chauvin. Certains résidents ont estimé que la mobilisation des troupes et des patrouilles de l'État a soumis les résidents à un traumatisme supplémentaire. Les responsables de Minneapolis ont dépensé environ 1 million de dollars en contrats avec sept organisateurs communautaires pour agir comme « sensibilisation et soutien positifs » pendant les manifestations et aider à désamorcer les tensions potentielles entre les manifestants et les forces de l'ordre. Le comté de Hennepin, qui supervisait le palais de justice où Chauvin était jugé, a dépensé 3,7 millions de dollars pour les mesures de sécurité.
Le 21 avril 2021, les responsables ont commencé la démobilisation de l'opération Safety Net, un processus qui a pris plusieurs jours. L'opération de sécurité a fait l'objet de certaines critiques de la part des défenseurs et des résidents de Minneapolis pour avoir fait monter la tension et pour avoir ressemblé à une opération de style militaire. Les manifestations organisées qui ont eu lieu à Minneapolis pendant le procès et qui ont coïncidé avec l'annonce du verdict ont été largement pacifiques.

### Avertissements fédéraux
Avant le procès, les autorités fédérales ont averti dans des briefings classifiés que des extrémistes, tels que des organisations suprémacistes blancs et le mouvement Boogaloo, pourraient tenter d'exploiter les manifestations pacifiques pour se livrer à des actes de violence. Les responsables ont également émis l'hypothèse que des agences de renseignement étrangères en Russie, en Chine et en Iran pourraient utiliser le procès comme couverture pour surveiller les forces de l'ordre et les fonctionnaires et pour utiliser des sites web proxy et des comptes en ligne pour amplifier les critiques à l'égard des États-Unis. Ces menaces éventuelles faisaient partie des mesures gouvernementales de contre-manifestation avant le procès. Toutefois, il n'y a pas eu d'agitation politique ni de violence pendant le procès ou après l'annonce du verdict.

## Suites

### Affaire criminelle du manifestant
Thomas Moseley, un homme de 29 ans originaire de Blaine, dans le Minnesota, a été arrêté et inculpé par les autorités pour son rôle dans plusieurs manifestations et émeutes en 2020. Sa caution a été payée à deux reprises par le Minnesota Freedom Fund et il a été libéré par les forces de l'ordre. Les autorités ont allégué que Moseley était responsable du vandalisme d'un poste de police de Minneapolis le 15 août 2020, de la possession d'armes non autorisées et de dommages matériels à l'intérieur du bâtiment du Hennepin County Government Center lors d'une manifestation le 15 octobre 2020, et de la participation à une émeute dans le centre-ville de Minneapolis le 31 décembre 2020. Le Minnesota Freedom Fund a payé la caution de 5 000 dollars pour l'arrestation du 15 octobre 2020 et la caution de 60 000 dollars pour son arrestation liée à l'émeute du 31 décembre. Mosely a plaidé coupable à des accusations fédérales d'armes en août 2021, découlant d'enquêtes sur ses arrestations antérieures lors de manifestations,.

### Attaque contre la garde nationale du Minnesota
Andrew Thomas, un homme de 28 ans dont les domiciles se trouvent à Minneapolis et à Chicago,, a été inculpé par le bureau du procureur fédéral du Minnesota et par les autorités du comté de Hennepin pour avoir tiré sur des troupes de la Garde nationale du Minnesota déployées dans le cadre de l'opération Safety Net le 18 avril 2021. Thomas a été accusé par les autorités fédérales de possession illégale d'une arme à feu,,. Les responsables du comté d'Hennepin ont accusé Thomas d'agression au premier et au deuxième degré avec une arme dangereuse et de possession illégale d'armes.
En juillet 2021, Thomas a plaidé coupable devant le tribunal du comté de Hennepin pour la fusillade en voiture et la possession illégale d'une arme à feu. Il a été condamné à une peine de huit ans, dont cinq ans de prison et trois ans de liberté surveillée.